# Nuapapu
Nuapapu (auch: Niuapapu, Noapapu, Nuababu, Nuapapu Island, Nuipapa) ist eine Insel in der tonganischen Inselgruppe Vavaʻu.

## Geographie
Nuapapu ist mit 2,67 km² eine der größeren Inseln im Archipel Vavaʻu und weist eine stark gegliederte Topographie auf. Die Insel ist aus Riffen im Inneren eines Atolls entstanden und daher sehr unregelmäßig geformt. Der Hauptteil der Insel umschließt zwei Buchten im Süden, in denen weitere Inselchen liegen. Nach Westen und Norden wird die Insel durch den Ava Pulepulekai Channel begrenzt, der sie von der nördlichen Nachbarinsel Hunga mit ihren Tochterinselchen trennt. Zum Zentrum des Archipels nach Osten schließt sich die Insel Kapa an, mit der die Insel eine Bucht teilt, in welcher die Inselchen Aʻa und ʻOto liegen. Im Süden liegt die Bucht Matamaka, die ihren Namen auch dem kleinen Ort auf der Landzunge gibt. Während Kitu eine Verlängerung der Insel nach Norden ist, schließen sich im Süden die Eilande Vakaʻeitu, Langitau und Lape an, die die Matamaka-Bucht umschließen, in der die Inselchen Alinonga und Kulo zusammen mit dem Riff Tangatasito liegen. Im Osten bildet die Insel Luaʻofa einen Ausläufer der Halbinsel von Matamaka.
Der Hauptort der Insel, Nopapu, liegt an der Südküste der Insel an der Bucht Matamaka.

## Klima
Das Klima ist tropisch heiß, wird jedoch von ständig wehenden Winden gemäßigt. Ebenso wie die anderen Inseln der Vavaʻu-Gruppe wird Nuapapu gelegentlich von Zyklonen heimgesucht.